# Aziza (nom)
Aziza és un nom femení àrab (àrab: عزيزة, ʿAzīza) que literalment significa ‘poderosa’, ‘forta’, ‘estimada’, ‘respectada’, ‘noble’, ‘honrada’. Si bé Aziza és la transcripció normativa en català del nom en àrab clàssic, també se'l pot trobar transcrit d'altres maneres. Aquest nom també el duen musulmans no arabòfons que l'han adaptat a les característiques fòniques i gràfiques de la seva llengua.
La forma masculina d'aquest nom és Aziz.